# Истражитељи из Мајамија
Истражитељи из Мајамија или Место злочина: Мајами (енгл. CSI: Miami) америчка је телевизијска серија о групи форензичара под вођством Хорејшија Кејна, у којој се истражују убиства, пљачке, силовања, самоубиства, као и друге врсте насиља у Мајамију и околини. Серија је премијерно емитована од 23. септембра 2002. до 8. априла 2012. године на каналу Си-Би-Ес.
У Србији је емитована на РТС 1 и Б92.
Серија је огранак серије Место злочина: Лас Вегас.

## Радња
Серија прати случајеве групе форензичара, коју води инспектор Хорејшио Кејн. Форензичари уз помоћ истражитеља и инспектора решавају све врсте убиства, пљачке, силовања, самоубиства и све друге облике насиља у Мајамију и окружењу проналазећи важне доказе на свим могућим местима. Истражитељи из Мајамија су патолози, балистичари и лабораторијски техничари. Осим што решавају разне случајеве баве се и међуљудским односима у јединици.

## Улоге
| Глумац              | Лик                | Позиција                                                 | Сезоне   | Сезоне   | Сезоне   | Сезоне   | Сезоне | Сезоне | Сезоне | Сезоне   | Сезоне | Сезоне |
| Глумац              | Лик                | Позиција                                                 | 1        | 2        | 3        | 4        | 5      | 6      | 7      | 8        | 9      | 10     |
| ------------------- | ------------------ | -------------------------------------------------------- | -------- | -------- | -------- | -------- | ------ | ------ | ------ | -------- | ------ | ------ |
| Дејвид Карусо       | Хорејшио Кејн      | Шеф криминалистичке лабораторије/Супервизор дневне смене | Главни   | Главни   | Главни   | Главни   | Главни | Главни | Главни | Главни   | Главни | Главни |
| Емили Проктер       | Кели Дукејн        | Помоћник супервизора дневне смене                        | Главни   | Главни   | Главни   | Главни   | Главни | Главни | Главни | Главни   | Главни | Главни |
| Адам Родригез       | Ерик Делко         | ИМЗ Ниво 3                                               | Главни   | Главни   | Главни   | Главни   | Главни | Главни | Главни | Епизодни | Главни | Главни |
| Кенди Александер    | Алекс Вудс         | Медицински вештак                                        | Главни   | Главни   | Главни   | Главни   | Главни | Главни | Гост   | Гост     |        |        |
| Рори Кокран         | Тимоти Спидл       | ИМЗ ниво 3                                               | Главни   | Главни   | Главни   |          |        | Гост   |        |          |        |        |
| Ким Дилејни         | Меган Донер        | Помоћник супервизора дневне смене                        | Главни   |          |          |          |        |        |        |          |        |        |
| Софија Милос        | Јелина Салас       | Детектив одељења за пљачке и убиства                     | Епизодни | Епизодни | Главни   |          | Гост   | Гост   | Гост   |          |        |        |
| Џонатан Того        | Рајан Волф         | ИМЗ Ниво 3                                               |          |          | Главни   | Главни   | Главни | Главни | Главни | Главни   | Главни | Главни |
| Рекс Лин            | Френк Трип         | Детектив одељења за пљачке и убиства                     | Епизодни | Епизодни | Епизодни | Епизодни | Главни | Главни | Главни | Главни   | Главни | Главни |
| Ева ЛаРу            | Наталија Боа Виста | ИМЗ Ниво 2                                               |          |          |          | Епизодни | Главни | Главни | Главни | Главни   | Главни | Главни |
| Мегалин Ехикумвок   | Тара Прајс         | Медицински вештак                                        |          |          |          |          |        |        | Главни |          |        |        |
| Еди Кибриан         | Џеси Кардоза       | ИМЗ Ниво 2                                               |          |          |          |          |        |        |        | Главни   | Гост   |        |
| Кристијан Клеменсон | Том Ломан          | Медицински вештак                                        |          |          |          |          |        |        |        | Главни   | Главни | Главни |
| Омар Милер          | Волтер Симонс      | ИМЗ Ниво 1                                               |          |          |          |          |        |        |        | Главни   | Главни | Главни |
| Тејлор Кол          | Саманта Овенс      | ИМЗ Ниво 1                                               |          |          |          |          |        |        |        |          |        | Главни |

## Сезоне
| Сезона | Сезона | Епизода | Премијерно емитовање | Премијерно емитовање |
| Сезона | Сезона | Епизода | Почетак емитовања    | Завршетак емитовања  |
| ------ | ------ | ------- | -------------------- | -------------------- |
|        | 1      | 24      | 23. септембар 2002.  | 19. мај 2003.        |
|        | 2      | 24      | 22. септембар 2003.  | 24. мај 2004.        |
|        | 3      | 24      | 20. септембар 2004.  | 23. мај 2005.        |
|        | 4      | 25      | 19. септембар 2005.  | 22. мај 2006.        |
|        | 5      | 24      | 18. септембар 2006.  | 14. мај 2007.        |
|        | 6      | 21      | 24. септембар 2007.  | 19. мај 2008.        |
|        | 7      | 25      | 22. септембар 2008.  | 18. мај 2009.        |
|        | 8      | 24      | 21. септембар 2009.  | 24. мај 2010.        |
|        | 9      | 22      | 3. октобар 2010.     | 18. мај 2011.        |
|        | 10     | 19      | 25. септембар 2011.  | 8. април 2012.       |

## Занимљивости
- Сви градски пејзажи су заиста снимљени у Мајамију али су сцене снимане на плажи у Менхетну, предграђу Лос Анђелеса.
- Вилијаму Питерсену главном глумцу серије Место злочина: Лас Вегас је понуђено да ради као продуцент ове серије али је он одбио.[8]